# Zenkovci
Zekovci (mađarski: Zoltánháza, njemački: Zelting) je naselje u slovenskoj Općini Puconcima. Zekovci se nalazi u pokrajini Prekomurju i statističkoj regiji Pomurju. 

## Stanovništvo
Prema popisu stanovništva iz 2002. godine naselje je imalo 354 stanovnika.